# Cambarus georgiae
Cambarus georgiae là một loài tôm càng sông trong họ Cambaridae. Chúng thường được tìm thấy ở Bắc Mỹ.